# 李侨 (明朝)
李僑（1512年—1575年），字子高，少时读书仙人台下，故自號仙台子，山東濟南府長清縣人，民籍，明朝政治人物。

## 生平
嘉靖二十二年（1543年）癸卯科山東鄉試第三十二名舉人。嘉靖二十三年（1544年）聯捷甲辰科會試第一百二十名，登第三甲第一百六十八名進士。授浙江平湖縣知縣，二十八年行取，擢授户部陕西司主事，同年秋虏突犯居庸关，奉命督饷昌平，改兵部职方司主事，督修京师外城。进本司员外郎，閱視諸邊馬政。嘉靖三十三年（1554年）进武选司郎中，不久外任绍兴府知府一职，三十九年升浙江按察司副使、兵备宁绍，四十一年以剿倭功，升山西左參政，四十三年升四川按察使，剿平土酋薛兆乾叛乱，设置龍安府，再平妖人蔡伯貫之乱，四十五年进浙江右布政使，未上任，復升山西左布政使，隆庆二年（1568年）京察去職。萬曆三年卒。

## 家族
曾祖李讓；祖父李彥名；父李瑄，典史。母陳氏。永感下，兄李儒。